# Wiktor Wladimirowitsch Antipin
Wiktor Wladimirowitsch Antipin (russisch Виктор Владимирович Антипин; * 6. Dezember 1992 in Ust-Kamenogorsk) ist ein russischer Eishockeyspieler, der seit Mai 2021 beim HK Witjas in der Kontinentalen Hockey-Liga unter Vertrag steht.

## Karriere
Wiktor Antipin begann seine Karriere als Eishockeyspieler in der Nachwuchsabteilung des HK Metallurg Magnitogorsk, für dessen zweite Mannschaft er in der Saison 2008/09 sein Debüt in der drittklassigen Perwaja Liga gab. In der Saison 2009/10 gab der Verteidiger sein Debüt für die Juniorenmannschaft des Vereins, Stalnyje Lissy Magnitogorsk, in der neu gegründeten multinationalen Nachwuchsliga Molodjoschnaja Chokkeinaja Liga, in der er auf Anhieb mit seiner Mannschaft den Charlamow-Pokal gewann. Zu diesem Erfolg trug er mit zwei Toren und neun Vorlagen in insgesamt 44 Spielen bei. In der Saison 2010/11 kam er zudem zu seinem Debüt für die Profimannschaft von Metallurg in der Kontinentalen Hockey-Liga, blieb jedoch bei seinen zwei Einsätzen punkt- und straflos, während er parallel weiterhin in der MHL spielte. 2014 gewann er mit Metallurg die Meisterschaftstrophäe der KHL, den Gagarin-Pokal, und wiederholte diesen Erfolg in der Saison 2015/16.
Im Mai 2017 unterzeichnete Antipin einen Einjahresvertrag bei den Buffalo Sabres aus der National Hockey League (NHL). Nach Ablauf dessen entschloss sich der Verteidiger, zum HK Metallurg Magnitogorsk zurückzukehren und unterzeichnete dort im Juli 2018 einen Dreijahresvertrag.
Nach zwei Jahren und 126 KHL-Spielen für Metallurg verließ er den Klub vorzeitig und wechselte innerhalb der KHL zum SKA Sankt Petersburg. Ein Jahr später wurde er zusammen mit Miro Aaltonen gegen vier Spieler des HK Witjas eingetauscht.

### International
Für Russland nahm Antipin an der U18-Weltmeisterschaft 2010 sowie der U20-Weltmeisterschaft 2012 teil und errang bei letzterer die Silbermedaille. Mit der russischen A-Nationalmannschaft gewann er zwei Bronzemedaillen bei den Weltmeisterschaften 2016 und 2017.

## Erfolge und Auszeichnungen
| - 2010 Charlamow-Pokal-Gewinn mit Stalnyje Lissy Magnitogorsk - 2012 KHL-Rookie des Monats November - 2014 KHL-Verteidiger des Monats Januar - 2014 Gagarin-Pokal-Sieger und Russischer Meister mit dem HK Metallurg Magnitogorsk | - 2016 Gagarin-Pokal-Sieger und Russischer Meister mit dem HK Metallurg Magnitogorsk - 2017 KHL First All-Star Team - 2019 KHL All-Star Game |

### International
- 2012 Silbermedaille bei der U20-Junioren-Weltmeisterschaft
- 2015 Silbermedaille bei der Weltmeisterschaft
- 2016 Bronzemedaille bei der Weltmeisterschaft
- 2017 Bronzemedaille bei der Weltmeisterschaft

## Karrierestatistik

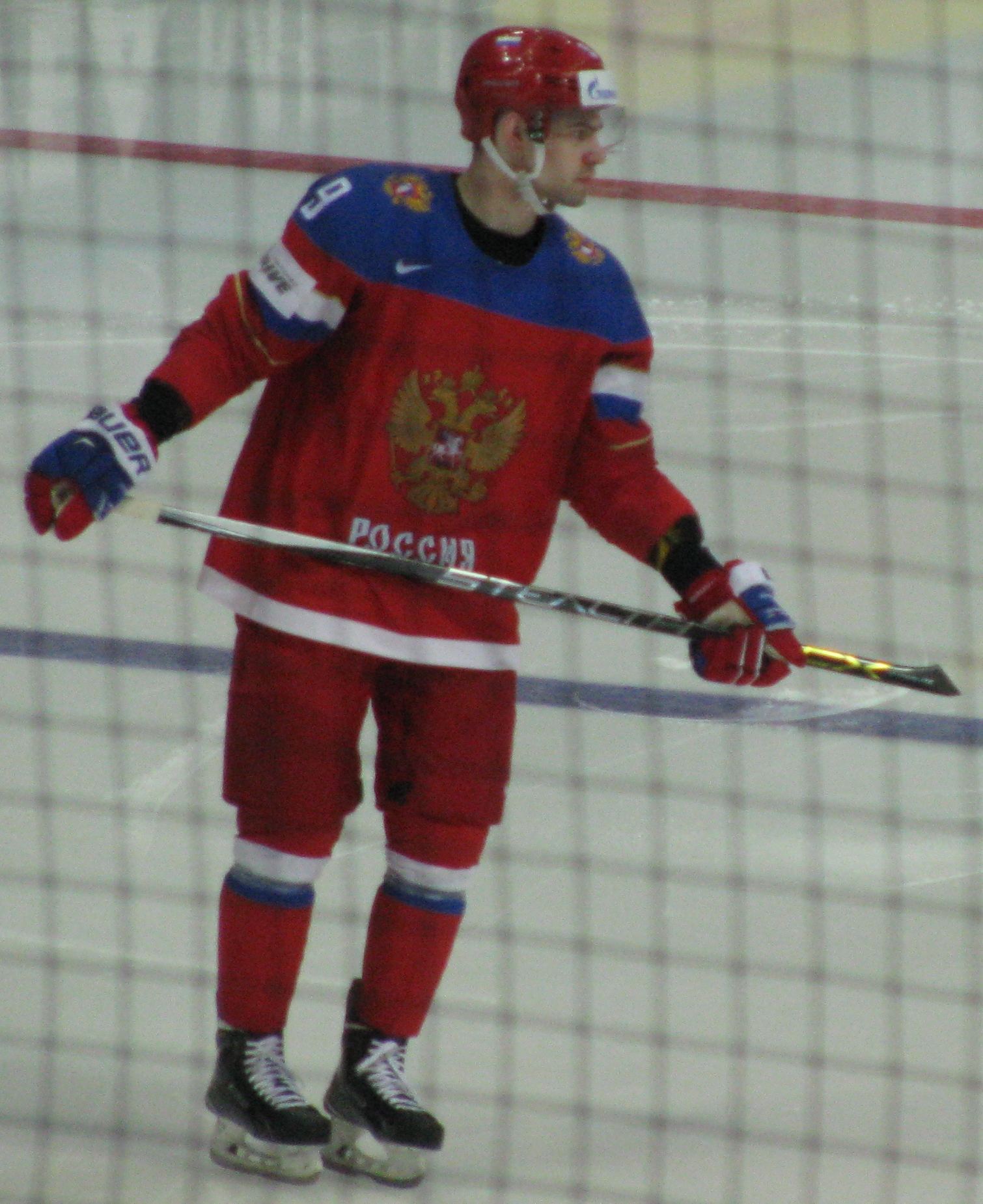
Antipin im Trikot der Nationalmannschaft (2016)

Stand: Ende der Saison 2017/18

### International
Vertrat Russland bei:
| - U18-Weltmeisterschaft 2010 - U20-Weltmeisterschaft 2012 - Weltmeisterschaft 2015 | - Weltmeisterschaft 2016 - Weltmeisterschaft 2017 |

(Legende zur Spielerstatistik: Sp oder GP = absolvierte Spiele; T oder G = erzielte Tore; V oder A = erzielte Assists; Pkt oder Pts = erzielte Scorerpunkte; SM oder PIM = erhaltene Strafminuten; +/− = Plus/Minus-Bilanz; PP = erzielte Überzahltore; SH = erzielte Unterzahltore; GW = erzielte Siegtore; 1 Play-downs/Relegation; Kursiv: Statistik nicht vollständig)

## Familie
Sein Vater Wladimir Antipin war ebenfalls professioneller Eishockeyspieler, der aber international für Kasachstan spielte.